# Ramón Hicks
Ramón Ángel María Hicks Cáceres (Asunción, 30 maggio 1959) è un ex calciatore paraguaiano, di ruolo attaccante.